# Gunnar Andersson
John Anders Gunnar Andersson (Råggärds församling, Suècia; 17 d'abril de 1927 - Torslanda församling, Suècia; 9 de juny de 2009) va ser un pilot de ral·li suec, guanyador del Campionat d'Europa de Ral·lis de 1958 i de 1963 i subcampió al 1961.
Va començar a competir en ral·lis a mitjans dels anys 50 i la seva trajectòria va estar molt unida al fabricant suec Volvo, marca amb la que va guanyar els dos títols europeus. Un cop retirat, es va convertir en embaixador i pilot de proves de la marca sueca.